# 灰啸鹟
灰啸鹟（学名：Pachycephala simplex），是啸鹟科啸鹟属的一种，分布于印度尼西亚、巴布亚新几内亚和澳大利亚。其种加词“simplex ”意为“简单、单一的”。